# Вінтиле Братіану
Вінтиле Братіану (рум. Vintilă Brătianu, *16 вересня 1867 Бухарест, Об'єднане князівство Волощини і Молдови — 22 січня 1930, Бухарест, Румунія) — румунський ліберальний політичний і державний діяч волоського походження, член і лідер Націонал-ліберальної партії в 1927-1930. Прем'єр-міністр Румунії (1927-1928).

## Молоді роки

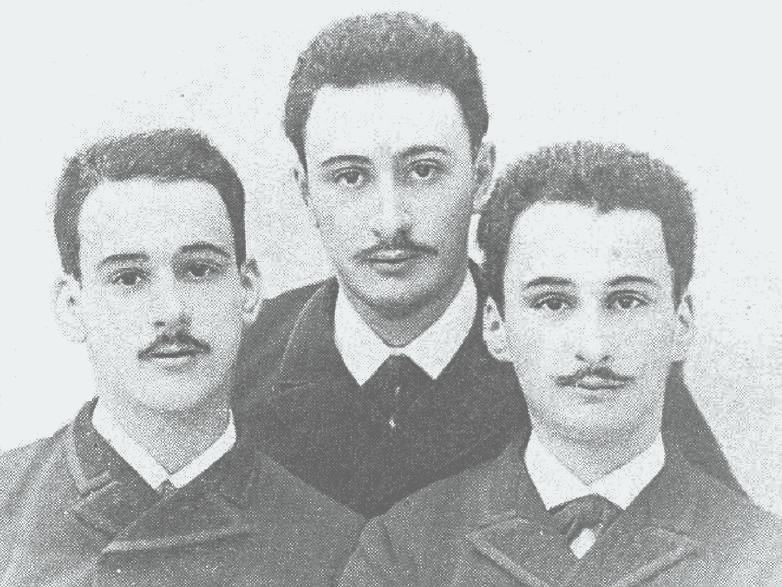
Брати Братіану 1885. Зліва направо: Діну, Йонел, Вінтіле

Народився 16 вересня 1867 року в Бухаресті, в сімейному матку на вулиці Флоріца (Florica). Батько Вінтиле — видатний румунський політичний діяч Йон Братіану. Він був молодшою дитиною в родині — до моменту появи на світ Вінтиле, у Братіану і його дружини вже було два сини — Йонел і Діну. В юності Вінтиле, як і обидва його брата, проходив навчання в Паризькій Політехнічній школі, отримав диплом інженера, після чого повернувся на батьківщину і став працювати архітектором.
Коли Йонел Братіану, старший брат Вінтиле, став лідером румунської Націонал-ліберальної партії, той приєднався до націонал-лібералів і допоміг брату у відновленні і реорганізації партії. На початку XX століття Вінтиле Братіану очолював Національний банк Румунії, був членом рад Румунського банку і Сільської каси, військово-промислової організації Говора — Каліманешті, Компанії морської і річкової навігації, а також Трамвайної організації в Бухаресті. Це дозволило сім'ї Братіану і націонал-лібералам тримати під своїм контролем всю румунську економіку.

## Політична діяльність
У 1907-1910 Вінтиле займав пост мера Бухареста. У 1913, незадовго до Першої світової війни, в Бухаресті була надрукована його книга «Державні кризи 1901-1907-1913», В якій автор висловив своє ставлення, в тому числі, до селянського повстання 1907 в Румунії. Братіану попереджав:
| «Неорганізоване повстання 1907 могло б знайти організацію в містах, і, отже, прийняти в майбутньому характер не повстання, а революції». |
Незабаром після початку військових дій в Європі, він виступив з доповіддю «Інтереси Румунії в цій війні». У ній Братіану підтримав позицію свого старшого брата Йонела, який, будучи прем'єр-міністром Румунії, вирішив зайняти вичікувальну позицію в конфлікті, що стався і не поспішати з прийняттям будь-чиєї сторони. Тому, на думку Вінтиле, вимагав «інстинкт самозбереження і уроки минулого». Розвиваючи свою думку, брат глави уряду закликав румунів не звертати уваги на спокуси і міркувати розсудливо, не будуючи ілюзій щодо тривалості війни.
У 1916, коли Румунія вступила в Першу світову війну на боці Антанти, Вінтиле був призначений міністром національної оборони. Саме у нього вдома 17 серпня 1916 в суворій секретності, в присутності всього декількох чоловік, були підписані політична угода і військова конвенція, що санкціонували вступ Румунії в Світову війну.
У 1922 Братіану став міністром фінансів. На цій посаді він ініціював проведення ряду економічних, в тому числі фінансових реформ, дотримуючись політики протекціонізму і активно протидіючи втручанню в румунську економіку іноземного капіталу. Це в значній мірі вплинуло на зміцнення позицій монополій і банків в країні: всі найбільші промислові і фінансові монополістичні об'єднання підтримувалися і контролювалися представниками правлячої партії. Так, сам Братіану був головою адміністративної ради Румунського банку.

## Прем'єр-міністр країни
Після раптової смерті Йонела Братіану на посаді глави правлячої Націонал-ліберальної партії і прем'єр-міністра Румунії, Вінтиле став новим лідером націонал-лібералів і прийняв повноваження глави уряду. На цій посаді він пробув лише трохи менше року: з урахуванням економічної ситуації, що склалася в країні, а також у зв'язку зі зниженням популярності правлячої партії після смерті Йонела, — Вінтиле спробував сформувати коаліційний уряд. Однак його задуми порушив націонал-цараніст Юліу Маніу. 3 листопада 1928 Братіану був змушений піти у відставку і очолити опозицію, тоді як Маніу зайняв пост прем'єр-міністра. Однією з причин цієї відставки стала недовіра до його політики з боку французької влади, що перешкоджало отриманню Румунією іноземних позик.

## Глава опозиції
Будучи лідером опозиції, Вінтіле Братіану наполегливо виступав проти майбутнього повернення до Румунії принца Кароля, який в 1925 зусиллями націонал-лібералів, очолюваних братами Братіану, був позбавлений права престолонаслідування через розрив з родиною і роману з румунською єврейкою Еленою (Магдою) Лупеску. Неприйняття кандидатури Кароля екс-прем'єром Вінтиле було настільки велике, що в травні 1930 політик навіть зустрічався з братом Кароля Гогенцоллерна, принцом Ніколае, членом регентської ради при малолітньому королі Міхаєві I, синові Кароля. Однак всі спроби схилити принца Ніколае на свою сторону виявилися невдалими. Коли повернувся до Румунії принц Кароль зійшов на престол і коронувався як Кароль II, Братіану не зміг запобігти розколу в рядах партії націонал-лібералів: ряд її представників, включаючи племінника Братіану, Ґеорґе, висловилися на підтримку нового монарха. У зв'язку з цим 9 липня 1930 Вінтиле був також змушений публічно визнати Кароля II законним монархом.
22 грудня 1930 Братіану помер в Бухаресті.